# Raymond Domenech
Raymond Domenech (Lyon, 24 de enero de 1952) es un exfutbolista y entrenador francés de ascendencia española. Actualmente está libre tras dejar el FC Nantes de la Ligue 1 de Francia.
Ocupó el cargo de seleccionador nacional de Francia de julio de 2004 a junio de 2010, selección a la que dirigió en 79 encuentros, disputando una Eurocopa y dos Mundiales, proclamándose subcampeón del mundo en 2006. Durante su etapa como jugador, fue internacional con Francia en 8 ocasiones.

## Biografía
Domenech es hijo de emigrantes españoles del municipio de Rubí (Barcelona), que se exiliaron a Francia tras la guerra civil española. 
Domenech ha hecho referencia públicamente en varias ocasiones a esos orígenes y se ha mostrado sensibilizado con la preservación de la cultura catalana en el Rosellón, participando junto al exfutbolista del FC Barcelona e internacional francés Lilian Thuram, en el manifiesto por la lengua catalana y las escuelas Bressola en Perpiñán.
Está casado con la periodista francesa Estelle Denis.

## Trayectoria como entrenador

### Inicios
Domenech comenzó su carrera como técnico en 1984, dirigiendo al FC Mulhouse. Posteriormente, se hizo cargo del Olympique de Lyon en 1988, logrando ascenderlo a la Ligue 1 en su primera temporada y clasificándolo para la Copa de la UEFA en 1991. Dejó el cargo en 1993.

### Seleccionador francés
Domenech, seleccionador francés sub-20 desde 1993, fue llamado de forma inesperada en julio de 2004 para reemplazar a Jacques Santini al frente de la selección absoluta de Francia, tras la decepcionante eliminación del combinado galo durante la Eurocopa de 2004 frente a Grecia en cuartos de final.
Alemania 2006
Domenech tomó las polémicas decisiones de no convocar a Ludovic Giuly y de relegar al banco de suplentes a David Trezeguet durante la Copa Mundial de Fútbol de 2006. En la primera fase de eliminación, Francia demostró un fútbol pobre y se clasificó con dificultad en un grupo compartido con rivales de poca jerarquía futbolística como Togo, Corea del Sur y Suiza. Sin embargo, desde la segunda fase mejoró su nivel, de la mano de Zinedine Zidane y eliminó a España, Brasil y Portugal antes de perder la final ante Italia, en la tanda de penaltis, después de la recordada expulsión de su estrella, Zidane. A pesar de las duras críticas por la poca profesionalidad demostrada con algunos jugadores tras haber perdido el mundial, Domenech renovó como seleccionador de Francia.
En la Eurocopa 2008, Francia tuvo un papel pésimo al no llegar ni siquiera a cuartos de final, ya que solo pudo conseguir un punto y un gol a favor en la fase de grupos, además de encajar una goleada ante Holanda (4-1). Pese a esta tempranera eliminación, Domenech fue ratificado nuevamente en su puesto.
Sudáfrica 2010
Tras la polémica Clasificación para la Copa Mundial de Fútbol de 2010, Domenech sorprendió al no citar al delantero del Real Madrid Karim Benzema y al mediocampista del Arsenal, Samir Nasri. Su figura fue el centro de una gran controversia y polémica durante el transcurso de la primera ronda de la Copa Mundial de Fútbol de 2010.
Después de empatar contra Uruguay en el primer partido por 0-0, Francia enfrentó a México en su segundo cotejo, donde siguió sin convertir goles al cabo de la primera parte. En el descanso, Domenech protagonizó una discusión con el delantero del Chelsea F.C. Nicolas Anelka, que acabó (según información de la prensa francesa) en un insulto del jugador para el entrenador. Este entredicho causó un gran revuelo y repercusión en el mundo del fútbol y derivó en la exclusión del jugador del torneo por parte de la federación francesa.
El partido contra México acabaría con una derrota por 2-0, lo que acentuó aún más la crisis y caldeó los ánimos en el plantel. Tanto es así que, previo al último partido contra el anfitrión, los jugadores se negaron a entrenar en repudio de la decisión de la federación.
En el último partido contra Sudáfrica, Francia obtiene una nueva derrota 2-1 y queda fuera del torneo en primera ronda. Al término del encuentro, Domenech se negó a estrechar la mano con Carlos Alberto Parreira, entrenador de la selección sudafricana. El incidente, explicó Parreira, se debió a que Domenech le reprochó las declaraciones que había realizado tras la clasificación de Francia para el Mundial de Sudáfrica.
En septiembre de 2010 fue cesado del cargo de seleccionador, siendo reemplazado por Laurent Blanc.

### Años de inactividad
Tras su marcha del conjunto nacional, Domenech trabajó como analista para diferentes medios de comunicación y no ha vuelto a los banquillos, aunque su nombre circuló como candidato para dirigir otras selecciones como Camerún o Túnez y también equipos como el Olympique de Lyon.
El 11 de abril de 2016, fue nombrado nuevo técnico de la selección de fútbol de Bretaña, un combinado no oficial de futbolistas de la región que disputa partidos con fines benéficos.

### FC Nantes
El 26 de diciembre de 2020, y después de 10 años sin entrenar en la élite, se incorporó al FC Nantes como nuevo técnico hasta el final de la temporada 2020-21 de la Ligue 1. Sin embargo, fue despedido el 11 de febrero de 2021, 6 semanas después de su llegada, tras sumar 4 empates y 4 derrotas en sus 8 partidos en el banquillo del equipo francés.

## Clubes

### Como futbolista
| Club                      | País    | Año         |
| ------------------------- | ------- | ----------- |
| Olympique de Lyon         | Francia | 1969 - 1977 |
| Racing Estrasburgo        | Francia | 1977 - 1981 |
| Paris Saint-Germain F. C. | Francia | 1981 - 1982 |
| Girondins de Burdeos      | Francia | 1982 - 1984 |

### Como entrenador
Actualizado al 10 de febrero de 2021.
| Club                        | País    | Año         | P   | PG  | PE  | PP  | % v.   |
| --------------------------- | ------- | ----------- | --- | --- | --- | --- | ------ |
| Mulhouse                    | Francia | 1985 - 1988 | 169 | 93  | 40  | 36  | 62.92% |
| Olympique de Lyon           | Francia | 1988 - 1993 | 202 | 73  | 62  | 67  | 46.37% |
| Selección de Francia sub-20 | Francia | 1993 - 2004 | 124 | 76  | 30  | 18  | 69.35% |
| Selección de Francia        | Francia | 2004 - 2010 | 79  | 41  | 24  | 14  | 62.03% |
| Nantes                      | Francia | 2020 - 2021 | 8   | 0   | 4   | 4   | 16.67% |
| Total                       | Total   | Total       | 582 | 283 | 160 | 139 | 57.79% |

### Participaciones en Copas del Mundo
| Mundial              | Equipo               | País                 | Pts | PJ | PG | PE | PP | GF | GC | Dif |
| -------------------- | -------------------- | -------------------- | --- | -- | -- | -- | -- | -- | -- | --- |
| 2006                 | Francia              | Bandera de Francia   | 15  | 7  | 4  | 3  | 0  | 9  | 3  | +6  |
| 2010                 | Francia              | Bandera de Francia   | 1   | 3  | 0  | 1  | 2  | 1  | 4  | -3  |
| Total en sus equipos | Total en sus equipos | Total en sus equipos | 16  | 10 | 4  | 4  | 2  | 10 | 7  | +3  |